# Генч-Оглуев, Степан Фёдорович
Степан Федорович Генч-Оглуев (? — 15.2.1889) — совладелец торгового дома в г. Ростове-на-Дону.
Начинал «мальчиком» в оптовом галантерейном деле, через 15 лет стал совладельцем ростовского отделения торгового дома «Хазизов и Балиев».
Один из совладельцев торгового дома «С. Генч-Оглуев и Иван Шапошников», филиалы которого располагались по всему Югу России (торговля шелковыми изделиями, косметикой, изделиями кустарных промыслов, предметами роскоши).
Построил в 1880 г. по проекту архитектора А. Н. Померанцева на ул. Большой Садовой в Ростове здание, которое до сих пор украшает город. Гласный Ростовской и Нахичеванской городских дум, член нескольких благотворительных и просветительских обществ.
Генч-Оглуев С. скоропостижно скончался 15 февраля 1889 г. после тяжелой болезни.

## Библиографические ссылки
- Сидоров В. Энциклопедия старого Ростова и Нахичевани-на-Дону. т.2
- Донская Армения. Вып.1. Ростов/Дон, 2007. ISBN 5 901377-18-4